# Sinagoga hasidică din Sighetu Marmației
Sinagoga hasidică din Sighetu Marmației este un lăcaș de cult evreiesc din Sighetu Marmației, deținut de dinastia hasidică ultraortodoxă Satmar (sub marele rabin Aaron Teitelbaum).
Lucrările de zidire a acesteia au început la 21 mai 2017, când au fost inaugurate de mai mulți rabini din hasidismul Satmar, în frunte cu admorul Aaron Teitelbaum. Clădirea se află lângă monumentul Holocaustului din oraș (care a fost ridicat pe locul unde a funcționat în trecut Sinagoga Mare, distrusă în 1944) și va include baia rituală (mikvah) a vechii sinagogi distruse de naziști. Complexul va include și un hotel kosher și o (ieșiva). Inițial, clădirea urma să fie inaugurată în anul 2020, dar acest lucru a fost amânat de pandemia de COVID-19. În urma finalizării lucrărilor, orașul Sighetu Marmației ar urma să devină loc de pelerinaj pentru cei din comunitățile hasidice Satmar și Sighet. Ceremonia de deschidere a avut loc pe data de 5 noiembrie 2021, participând peste 500 de evrei hasidici din toată lumea.

Aaron Teitelbaum a zis că inaugurarea sinagogii este prima dintr-o serie de măsuri de renaștere a comunității hasidice Satmar în România.